# Tirpitz Mountains
Die Tirpitz Mountains (ehemaliger Name: Tirpitzberge) ist eine Kalkstein-Bergkette im Neuguinea-Hochland im westlichen Papua-Neuguinea. Die Bergkette liegt im Telefomin District im äußersten Süden der Provinz Sandaun von Papua-Neuguinea im Grenzgebiet zur Westprovinz.
Sie wurde während der deutschen Kolonialzeit nach Alfred von Tirpitz benannt.
Folgt man den Koordinaten von GeoNames, dann schließen die Tirpitz Mountains unmittelbar westlich an den Mount Wamtakin an und sind eine Untereinheit der Victor Emanuel Range. Westlich der Tirpitz Mountains liegt die Distrikthauptstadt Telefomin.